# Szurdokpüspöki
Szurdokpüspöki es un pueblo ubicado en el condado de Nógrád, Hungría.

## Superficie
Posee una superficie de 26,70 kilómetros cuadrados.

## Demografía
Hasta 2021 la población era de 1833 habitantes, con una densidad de población de 68,65 habitantes por kilómetro cuadrado.